# Eredivisie Vrouwen Zaalvoetbal
De Eredivisie Vrouwen Zaalvoetbal is de hoogste zaalvoetbalafdeling voor vrouwen in Nederland. Sinds het seizoen 2018/19 vallen de clubs onder de Coöperatieve vereniging CEF-V.

## Landskampioenen
| Seizoen | Club                              |
| ------- | --------------------------------- |
| 2011/12 | FC Gelre                          |
| 2012/13 | OS Lusitanos                      |
| 2013/14 | OS Lusitanos                      |
| 2014/15 | OS Lusitanos                      |
| 2015/16 | vv Pernis                         |
| 2016/17 | Drachtster Boys                   |
| 2017/18 | vv Pernis                         |
| 2018/19 | TPP Rotterdam                     |
| 2019/20 | geen kampioen i.v.m. coronacrises |
| 2020/21 | geen kampioen i.v.m. coronacrises |
| 2021/22 | G.S.F.V. Drs. Vijfje              |
| 2022/23 | FC Marlène                        |
| 2023/24 | Os Lusitanos                      |

## Deelname 2024/25
| Team                 | Plaats        | Sporthal                   |
| -------------------- | ------------- | -------------------------- |
| ZVV Den Haag         | Den Haag      | Sportcampus Zuiderpark     |
| G.S.F.V. Drs. Vijfje | Groningen     | ACLO sportcentrum          |
| Exstudiantes Zwolle  | Zwolle        | WRZV                       |
| ZV Gorkum/Cagemax    | Gorinchem     | Oosterbliek                |
| ZV Libertas          | Driesum       | De Boppeslach              |
| Os Lusitanos         | Amsterdam     | Aristoshal                 |
| FC Marlène           | Heerhugowaard | Waardergolf                |
| ZVV Middelburg       | Middelburg    | Sportcomplex De Kruitmolen |
| MSV Zeemacht         | Den Helder    | De Brug                    |

DWOW Trok zich voor de start van de competitie terug.

## Deelname per seizoen
| Seizoen | AC  | Clubs |
| ------- | --- | --- |
| 2011/12 | 11* | Biersteker, Drachtster Boys, FSG, FC Gelre, Lake Valley, Lusitanos, Nieuweboer, Noordzee, Pernis, Plubos, Watervogels                                |
| 2011/12 | 11* | * Z.V.V. Avanti trok zich voor aanvang van competitie terug.                                                                                         |
| 2012/13 | 12  | AORC/Lebo, Biersteker, Counters, Drachtster Boys, FSG, FC Gelre, Lake Valley, Lusitanos, Pernis, Plubos, Watervogels, Zuidoost United                |
| 2013/14 | 11  | Biersteker, Counters, Drachtster Boys, FSG, FC Gelre, Lake Valley, Lusitanos, Pernis, Plubos, Watervogels, Zuidoost United                           |
| 2014/15 | 10  | Biersteker, Counters, Drachtster Boys, Drs. Vijfje, FSG, Lusitanos, Pernis, Plubos*, Reiger Boys, Zuidoost United                                    |
| 2014/15 | 10  | * FC Plubos trok zich tijdens competitie terug. |
| 2015/16 | 10  | Biersteker/Plubos*, Drachtster Boys, Drs. Vijfje, FSG*, Hovocubo, Lusitanos, Nieuw Roden, Pernis, Reiger Boys, Zuidoost United                       |
| 2015/16 | 10  | * ZVV Dansschool Biersteker en FC Plubos samen verder. FSG trok zich tijdens competitie terug.                                                       |
| 2016/17 | 11* | Avanti, Biersteker/Plubos, Drachtster Boys, Drs. Vijfje, FC Gelre, Hovocubo, Nieuw Roden, Pernis, Pro Futsal Club, Reiger Boys, Zuidoost United      |
| 2016/17 | 11* | * Lusitanos trok zich voor aanvang terug uit de eredivisie.                                                                                          |
| 2017/18 | 12  | Alkmaar*, Avanti, Drachtster Boys, Drs. Vijfje, Exstudiantes, FC Gelre, Hovocubo, Lusitanos, Nieuw Roden, Pernis, Pro Futsal Club, Reiger Boys       |
| 2017/18 | 12  | * Biersteker/Plubos verder als Team Alkmaar. |
| 2018/19 | 12  | Alkmaar, Apeldoorn*, Avanti, Den Haag, Drachtster Boys, Drs. Vijfje, Exstudiantes, Hovocubo*, Lusitanos, Nieuw Roden, Reiger Boys, TPP Rotterdam*    |
| 2018/19 | 12  | * Pro Futsal Club en FC Gelre gaan verder als Futsal Apeldoorn.; vv Pernis wordt TPP Rotterdam; Hovocubo trekt zich terug voor het volgende seizoen. |
| 2019/20 | 10* | Alkmaar, Den Haag, Drachtster Boys, Drs. Vijfje, Exstudiantes, Feyenoord*, Gorkum, Lusitanos, Nieuw Roden, Reiger Boys                               |
| 2019/20 | 10* | * TPP Rotterdam wordt Feyenoord Futsal; Avanti en Futsal Apeldoorn trokken zich terug.                                                               |
| 2020/21 | 12  | Alkmaar, Den Haag, Drachtster Boys, Drs. Vijfje, Exstudiantes, Feyenoord, Gorkum, Libertas, Lusitanos, Marlène*, Totelos, Zeemacht                   |
| 2020/21 | 12  | * Reiger Boys gaat verder onder de vlag van FC Marlène.                                                                                              |
| 2021/22 | 10  | Den Haag, Drachtster Boys*, Drs. Vijfje, Exstudiantes, Feyenoord, Gorkum, Libertas, Lusitanos, Marlène, Zeemacht                                     |
| 2021/22 | 10  | * Drachtster Boys meldt vroegtijdig terugtrekking uit de eredivisie voor het volgende seizoen.                                                       |
| 2022/23 | 12  | Den Haag, Drs. Vijfje, DWOW, Exstudiantes, Gorkum, Libertas, Lusitanos, Marlène, Mazzelstars, Middelburg, Rotterdam*, Zeemacht                       |
| 2022/23 | 12  | * Futsal Feyenoord verder als Futsal Rotterdam |
| 2023/24 | 12  | Den Haag, Drs. Vijfje, DWOW, Exstudiantes, Gorkum, Hovocubo, Libertas, Lusitanos, FC Marlène, Middelburg, Rotterdam, Zeemacht                        |
| 2024/25 | 9   | ZVV Den Haag, Drs. Vijfje, Exstudiantes Zwolle, ZVG Cagemax, Libertas, OS Lusitanos, FC Marlène, Middelburg, Zeemacht                                |